# Cladonia argentea
Cladonia argentea (Ahti) Ahti & DePriest (2001) è una specie di lichene appartenente al genere Cladonia, dell'ordine Lecanorales.
Il nome proprio deriva dal latino argenteus, che significa color argenteo, ad indicarne appunto il colore.

## Caratteristiche fisiche
Il fotobionte è principalmente un'alga verde delle Trentepohlia.
Si distingue dalla C. rangiferina per la parte posteriore del sistema di ramificazione degli apoteci e per il colore più melmoso dei conidi.
Il colore va dal biancastro al grigio pallido, con a volte tinte violacee. Caratteristiche sono le ramificazioni apicali che smussanocon lo strato del feltro spesso da o,5 a 1 millimetro.

## Località di ritrovamento
La specie è stata rinvenuta in Guyana, nella regione Cuyuni-Mazaruni.

## Tassonomia
Questa specie appartiene alla sezione Cladina; a tutto il 2008 non sono state identificate forme, sottospecie e varietà.